# Telechips
Telechips Inc. (Coréen hangul : 텔레칩스, romanisation : telre cibseu) est un fabricant d'application de processeurs de Corée du Sud. Ils sont notamment connus pour leurs SoC RISC, d'architecture ARM, que l'on retrouve dans de nombreuses CE, Automotive et IoT.

## Produits

### Processeurs Telechips
- Série TCC898x (Alligator) (ARM Cortex-A53 Quad)
- Série TCC897x (ARM Cortex-A7 Quad)
- Série TCC896x (ARM Cortex-A15 Dual, Cortex-A7 Quad)
- Série TCC893x (ARM Cortex-A9 Dual Core)
- Série TCC892x (ARM Cortex-A5)
- Série TCC880x (ARM Cortex-A8)
- Série TCC890x (ARM 11)
- Série TCC8010 (ARM9)
- Série TCC8005S (ARM9)
- Série TCC88xx
- Séries TCC9200S/TCC922x, ARM
- Série TCC87xx, processeur audio numérique pour applications mobiles basé sur la norme ARM946ES
- Série TCC83xx, basée sur la norme ARM926EJ-S
- Série TCC890x, basée sur la norme ARM1176JZF-S aidé d'un GPU Mali-200
- Séries TCC910x, TCC920x et TCC93xx basées sur la norme ARM1176JZF-S

### Circuits de Communication
- TCC3171 / TCC3170 (T-DMB/DAB)
- TCC3510 / TCC3520 (T-DMB/DVB-T/One-Seg/CMMB)
- TCC3530 / TCC3531 / TCC3532 (ISDB-T)
- TCM3800 (Bluetooth, WiFi Module)
- TCM3900 (Bluetooth Module)

### Solutions de Telechips
- Solution Automotive Intelligent
- Antenne Intelligente Solution
- Solution Streaming Bord STB
- Solution Satellite STB

### OTT/ STB
- NTT DOCOMO dstick
- NTTWEST Hikari +
- NTTEAST Hikari +2
- NTTWEST Hikari +3
- HUMAX H1
- DaumTV Brilliantts
- CJ Vision Tving Stick
- Eflow dognlee

### Automotive Infotainment
- JVC Kenwood DDX9902, DPX500BT
- Alpine iNE-W940
- Audio voiture
- Voiture AVN

### Téléphones
- LG Chocolate
- KT Ann Phone

### Lecteurs mp3 et audio
- Samsung Yepp-P2
- Philips Home Audio
- Hyundai motors YF Sonata

### Tablettes
- Airis iTab7 (TCC8901@800Mhz)
- aPad G2 (TCC8902@800Mhz)
- HaiPad M701 (TCC8902@800Mhz)
- Imito iM7 (TCC8901@800Mhz)
- SmartQ T7 (TCC8902)
- VMK WAY-C/A*1 (TCC8900 evaluation board)